# Nikolaj Øris Nielsen
Nikolaj Øris Nielsen (Bjerringbro, 26 marzo 1986) è un pallamanista danese.

## Biografia

### Carriera sportiva
Nel 2019 vince i mondiali con la nazionale danese.